# Multiplicidad de espín
En espectroscopía y química cuántica, se denomina multiplicidad de espín de un determinado nivel de energía al valor definido como 2S+1, donde S es el momento angular de espín total. En términos simples, la mayor parte de las veces, la multiplicidad de espín es igual a la cantidad de electrones desapareados de un átomo o molécula, más uno.
Los estados con multiplicidad 1, 2, 3, 4, 5 se denominan respectivamente estados singletes, estados dobletes, estados tripletes, cuartetes y quintetes.

## Átomos
A menudo la multiplicidad es igual al número de posibles orientaciones de espín total relativas al movimiento angular orbital total: L, y por lo tanto al número de niveles cuasi-degenerados que se diferencian sólo en sus energías de interacción espín-órbita.
Por ejemplo, el estado basal del un átomo de carbono es un estado 3
P. El superíndice tres (leído como triplete indica que la multiplicidad 2S+1 = 3, por lo que el espín total S = 1. Este espín es debido a dos electrones desapareados, como resultado de la regla de máxima multiplicidad de Hund la cual favorece el llenado de orbitales degenerados con electrones desapareados. El triplete consiste en tres estados con componentes de espín +1, 0 y –1 a lo largo de la dirección del momento angular orbital total, el cual también es 1 como lo indica la letra P. El número cuántico de momento angular total J puede variar desde L+S = 2 hasta L–S = 0 en pasos enteros, por lo que J = 2, 1 o 0.
Sin embargo la equivalencia de multiplicidad y número de orientaciones de espín es verdadera solo cuando S ≤ L. Cuando S > L solo hay 2L+1 orientaciones posibles de momento angular total, yendo desde S+L a S-L. El estado basal del átomo de nitrógeno es un estado 4
S, para el cual 2S + 1 = 4 en un estado cuartete, S = 3/2 debido a tres electrones desapareados. Para un estado S, L = 0 por lo que J solo puede ser 3/2 y por lo tanto solo hay un único nivel incluso cuando la multiplicidad es 4.

## Moléculas
Las moléculas orgánicas más estables poseen un arreglo de electrones con una cubierta electrónica completa sin electrones desapareados, y por lo tanto poseen estados basales de tipo singlete. Esto también es una verdad cuando se trata de compuestos inorgánicos que contienen elementos de la serie principal. Algunas importantes excepciones son el dioxígeno (O
2) y los compuestos de tipo metileno (CH
2) y otros carbenos.
Sin embargo, los estados basales de alto espín son muy comunes en los complejos de coordinación de los metales de transición. Una explicación simple del porqué de estos estados de alto espín la da la teoría del campo cristalino.

### Dioxígeno
El orbital ocupado de mayor energía en el oxígeno es un par degenerado de orbitaltes π*. En el estado basal del dioxígeno, este nivel energético se encuentra ocupado por dos electrones del mismo espín, como se muestra en el diagrama de orbitales moleculares. Esta molécula por lo tanto posee dos electrones desapareados y se encuentra en un estado triplete.
En contraste el primer estado excitado del dioxígeno posee dos electrones de espines opuestos en el nivel π* por lo que no posee electrones desapareados. En consecuencia se trata de un estado singlete y se lo conoce como oxígeno singlete.

### Carbenos
En química orgánica, los carbenos son moléculas que poseen átomos de carbono con solamente seis electrones de valencia, y por lo tanto desobedecen la regla del octeto. Los carbenos por lo general se dividen en carbenos en estado singlete y carbenos en estado triplete, llamados así con base en sus multiplicidades de espín. Ambos tipos poseen dos electrones no enlazantes, en los carbenos singlete existen como un par solitario con espines opuestos por lo tanto no presentan un espín total diferente de cero, mientras que en los carbenos triplete estos electrones poseen espines paralelos.